# Gällivare (plaats)
Gällivare (Noord-Samisch: Jiellevárri of Váhčir, Fins: Jällivaara en Meänkieli: Jellivaara) is de grootste plaats binnen de gemeente met dezelfde naam. In de loop der tijd is deze aaneengegroeid met Malmberget en Koskullskulle.

## Verkeer en vervoer
13 km ten oosten van Gällivare gaan de E10 en E45 uiteen. De E10 gaat zuidoostwaarts naar de kust van de Botnische Golf. De E45 (voorheen Zweedse weg 45) krult zich door het dorp zuidwestwaarts. Hij kruist daarbij de spoorlijn naar Boden en Luleå. De E45 loopt vanaf hier min of meer parallel aan de Inlandsbanan, een toeristische spoorlijn.
Gällivare heeft een spoorwegstation aan de lijn Luleå-Kiruna, de Ertsspoorlijn, en vormt 's zomers een eindhalte van de Inlandsbanan, een min of meer toeristische spoorlijn van/tot Östersund, daar aansluitend (na overnachting) naar Mora en dan weer aansluitend tot Kristinehamn.
Gällivare is ook bereikbaar via Luchthaven Gällivare.

## Geboren
- Lina Andersson (1981), langlaufster
- Charlotte Kalla (1987), langlaufster

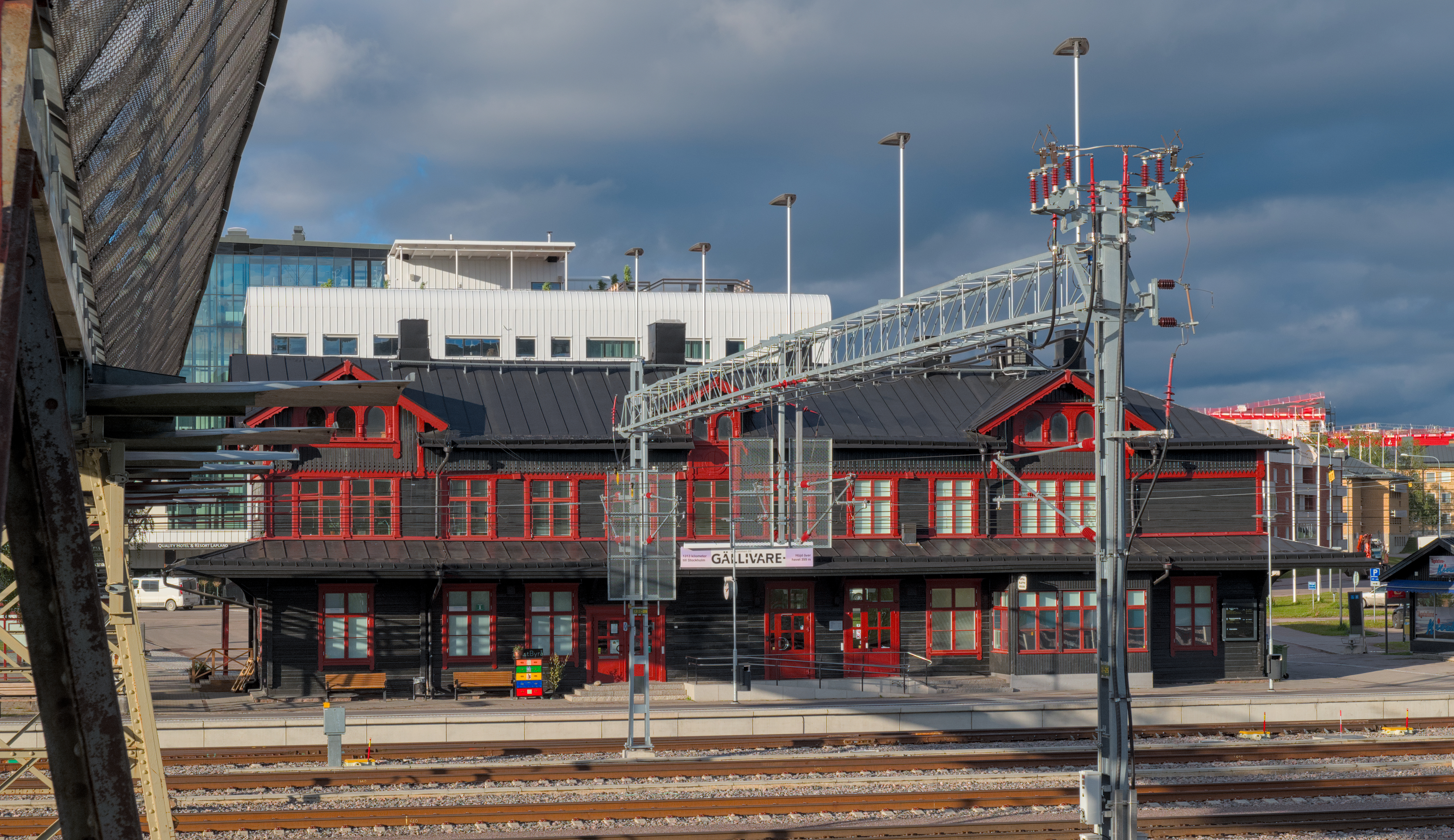
Het station van Gällivare

- Sofia Jannok (1982), zangeres

Äijävaara · Alapää · Alavaara · Allavaara · Arro · Avvakko · Björkberget · Bönträsk · Dokkas · Fjällnäs · Flakaberg · Gällivare · Granhult · Grenselet · Grodberget · Hakkas · Härkmyran · Hornberg · Joentaus · Jutsavare · Kaalasluspa · Kääntöjärvi · Kaartijärvi · Kaartirova · Kaitum · Kattån · Keskijärvi · Killingi · Kilvo · Kilvokielinen · Koskivaara (Nattavaara) · Koskivaara (Skröven) · Koskullskulle · Kuolpa · Leipojärvi · Liikavaara · Lillsaivis · Linaälv · Malmberget · Mäntyvaara · Mårdudden · Markitta · Mettä Dokkas · Moskojärvi · Mukkavaara · Muorjevaara · Nattavaara · Nattavaara By · Neitiskaite · Neitisuanto · Nilivaara · Njarka · Norsivaara · Pahtopalo · Pålkem · Palo · Palohuornas · Pauki · Polcirkeln · Puoltikasvaara · Purnu · Purnuvaara · Raatukkavaara · Rantavaara · Ripats · Ruutti · Saanio · Sadjem · Saivorova · Sakajärvi · Sammakko-Lillberget · Sangervaara · Särkivaara · Sarvisvaara · Satter · Sjisjka · Skaulo · Skröven · Solberget · Soutujärvi · Storberget · Storsaivis · Stråberget · Suorvanen · Tidnokenttä · Tjautjas · Torasjärvi · Torrivaara · Ullatti · Urtimjaur · Vähävaara · Valtio · Vassaraträsket · Vettasjärvi · Vuottas · Yrttivaara